# The Perfect Kiss
The Perfect Kiss är en singel av bandet New Order. Singeln spelades in endast 72 timmar innan bandet skulle åka iväg på en turné i Asien. ”Tre dagar utan sömn”, som bandmedlemmarna själva uttryckte det.

## Låtlista
1. The Perfect Kiss ( edit )
2. The Perfect Kiss ( 12 tums version )
3. The Perfect Dub
4. Kiss of Death
5. Perfect Pit
6. The Perfect Kiss ( live )

## Listplaceringar
| Lista (1985)                         | Topplacering |
| ------------------------------------ | ------------ |
| Australiska ARIA-singellistan        | 85           |
| Irländska singellistan               | 15           |
| Nyzeeländska RIANZ-singellistan      | 10           |
| Brittiska singellistan               | 46           |
| Brittiska indiesingellistan          | 1            |
| US Billboard Hot Dance Club Play     | 5            |
| US Billboard Hot Dance Singles Sales | 5            |